# Taekwondo vid europeiska spelen 2015
Taekwondo vid europeiska spelen 2015 i Baku avgjordes mellan 16 och 19 juni i Bakus kristallhall. Tävlingarna bestod av fyra grenar för herrarna och fyra för damerna.

## Medaljsummering
Herrar
| Gren    | Guld                   | Silver                      | Brons                                                |
| 58 kg   | Rui Bragança (POR)     | Jesús Tortosa Cabrera (ESP) | Si Mohamed Ketb (BEL) · Levent Tuncat (GER)          |
| 68 kg   | Aykhan Taghizade (AZE) | Karol Robak (POL)           | Alexey Denisenko (RUS) · Joel Gonzalez Bonilla (ESP) |
| 80 kg   | Milad Beigi (AZE)      | Albert Gaun (RUS)           | Lutalo Muhammad (GBR) · Júlio Ferreira (POR)         |
| + 80 kg | Radik Isajev (AZE)     | Vladislav Larin (RUS)       | Vedran Golec (CRO) · Daniel Ros Gomez (POR)          |

Damer
| Gren    | Guld                         | Silver                  | Brons                                            |
| 49 kg   | Charlie Maddock (GBR)        | Tijana Bogdanović (SRB) | Patimat Abakarova (AZE) · Lucija Zaninović (CRO) |
| 57 kg   | Jade Jones (GBR)             | Ana Zaninovic (CRO)     | Eva Calvo Gomez (ESP) · Nikita Glasnović (SWE)   |
| 67 kg   | Anastasia Barysjnikova (RUS) | Farida Azizova (AZE)    | Elin Johansson (SWE) · Nur Tatar (TUR)           |
| + 67 kg | Gwladys Epangue (FRA)        | Milica Mandić (SRB)     | Iva Radoš (CRO) · Olga Ivanova (RUS)             |